# 펀허
펀허(중국어: 汾河, 병음: Fén Hé, 표준어: 펀허강)는 중화인민공화국 산시성의 강이다. 산시성 신저우시 닝우현의 관천산에서 발원하여 남동쪽으로 타이위안 분지를 거쳐 산시성의 중앙 계곡으로 흐르고 허진시의 서쪽에서 황하와 합류한다. 강의 총 길이는 694km이고 웨이허와 함께 황하의 중요한 두 개 지류 중 하나이다. 유역 면적은 39,417km2로 산시성 면적의 25.3%를 차지한다. 강은 2500년 전에 산진 문명을 길러낸 이래 산시의 어머니 강으로 불려왔다.